# Henryk Kozubski
Henryk Kozubski (ur. 10 grudnia 1911 w Bieczu, zm. 4 lutego 2021) – polski malarz i działacz społeczny.
W lipcu 2020 był trzecim pod względem wieku żyjącym mężczyzną w Polsce.

## Życiorys
Urodził się w 1911 w Bieczu. W 1927 przeprowadził się do Wieliczki, gdzie mieszkał do śmierci. Tam w 1933 ukończył Gimnazjum im. J. Matejki. Należał wówczas do harcerstwa, do 1939 był hufcowym Hufca Wieliczka. Ukończył studia na Wydziale Rolniczym Uniwersytetu Jagiellońskiego. Po wojnie był m.in. pracownikiem Państwowych gospodarstw rolnych oraz kierownikiem działów w przedsiębiorstwach np. skupu surowców włókienniczych, mleczarskich, produkcji wikliny i lnu.
W 1950 ożenił się z Haliną Taborską, z którą miał dwójkę dzieci, Hannę i Wojciecha. Owdowiał w 1971.
Od 1954 był członkiem Stronnictwa Demokratycznego (SD), przez wiele lat pełnił funkcję sekretarza Powiatowego Komitetu SD w Krakowie. Przez 15 lat sprawował funkcję radnego w Powiatowej Radzie Narodowej w Krakowie. Przez 18 lat był przewodniczącym Komisji Rewizyjnej krakowskiego Stowarzyszenia „Klub Przyjaciół Wieliczki”, później został jej honorowym członkiem.
W 1986 przeszedł na emeryturę, przez kolejnych 10 lat był radnym Miejskiej Rady Narodowej w Wieliczce. W latach 80. zainteresował się malarstwem. W 1984 wpadł na pomysł organizacji sejmików kulturalnych w programie których miały miejsce wystawy malarskie profesorów gimnazjalnych i kolegów Kozubskiego. Sam zaczął malować dopiero w 1995, jednak już rok później w MDK-u w Wieliczce zaprezentowano jego pierwszą wystawę malarską. Wystawiono wówczas również obrazy Franciszka Kozubskiego, brata Henryka. Pomimo zaawansowanego wieku Henryk Kozubski tworzył prawie do końca życia. Specjalizował się w pejzażach, był autorem ponad 300 akwarel. Jego prace wystawiano na ponad 50 wystawach w wielu miastach Polski a także w Niemczech, Anglii i Irlandii. Od ponad 20 lat był członkiem wielickiego ArtKlubu.
W 2017 z okazji 106. urodzin zorganizowano wystawę „Życiem malowane”, podczas której zrealizowano film o artyście.

## Nagrody i odznaczenia
- Medal 40. lecia PRL
- Krzyż Kawalerski Orderu Odrodzenia Polski
- Wpis do Księgi Zasłużony dla Ziemi Krakowskiej
- nagroda burmistrza miasta i gminy Wieliczka w dziedzinie promocji kultury (2005)
- odznaka honorowa „Zasłużony dla kultury polskiej” od ministra kultury i dziedzictwa narodowego i nagroda burmistrza miasta i gminy Wieliczka w dziedzinie kultury (2008)
- tytuł Senior 2011 roku, od Marszałka Woj. Małopolskiego na VI Małopolskim Plebiscycie „Poza Stereotypem”
- Złota odznaka Stronnictwa Demokratycznego (2012)
- Odznaka Honorowa Królewskiego Górniczego Wolnego Miasta Wieliczka, dyplom od Stowarzyszenia Bochniaków i Miłośników Ziemi Bocheńskiej, od dyrektor Centrum Kultury i Turystyki w Wieliczce z okazji 20.lecia pracy twórczej (2016)
- nagroda Perła Powiatu Wielickiego za całokształt działalności (2017)